# Maître des Triomphes de Pétrarque
Le Maître des Triomphes de Pétrarque désigne par convention un enlumineur actif à Paris et peut-être à Rouen entre 1499 et 1514. Il doit son nom à un manuscrit des Triomphes du poète italien Pétrarque aujourd'hui conservé à la Bibliothèque nationale de France. 

## Éléments biographiques et stylistiques

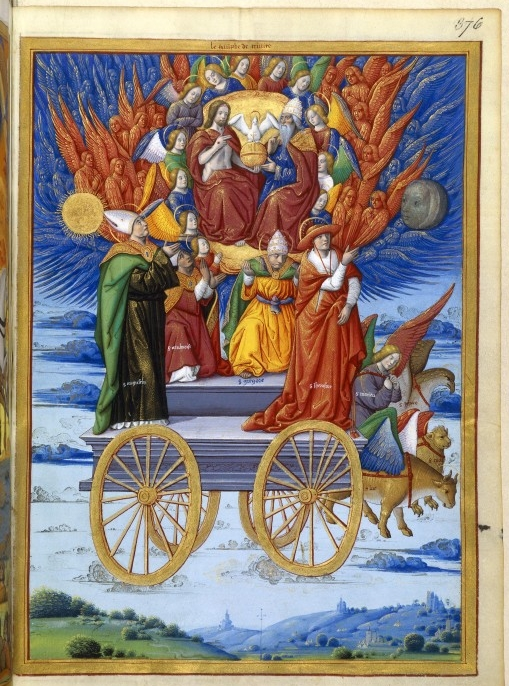
Triomphe de la divinité, miniature des Triomphes de Pétrarque, Fr.594.

Cet artiste a été identifié pour la première fois par l'historien de l'art américain John Plummer à travers une série de livres d'heures et surtout un manuscrit contenant Les Triomphes de Pétrarque (BNF, Fr.594) dans une traduction anonyme achevée à Rouen le 6 mai 1503. Cette origine normande fait attribuer la commande de cet ouvrage et d'un autre comportant le texte des Remèdes de l'une et l'autre fortune du même auteur et du même traducteur (Fr.225) au cardinal Georges d'Amboise, archevêque de Rouen, qui aurait pu les offrir au roi Louis XII. Cette commande a fait dire que l'artiste était installé à Rouen et a même été désigné un temps comme « chef de l'école rouennaise », un ensemble d'artistes actifs dans l'entourage du cardinal. Cependant, le grand nombre de manuscrits parisiens qu'il a peint fait plutôt penser à un artiste parisien, appartenant à l'atelier de Jean Pichore,. 
Son style est marqué par un rythme lent de ses compositions, contrairement au rythme plus agité de Jean Pichore. Il utilise fréquemment la grisaille. Il est aussi influencé par Jean Poyet, dont il a peut-être fréquenté l'atelier, notamment dans son usage du bleu et du jaune. Il montre par ailleurs une influence de Jean Bourdichon, autre artiste tourangeau,.  

## Manuscrits attribués

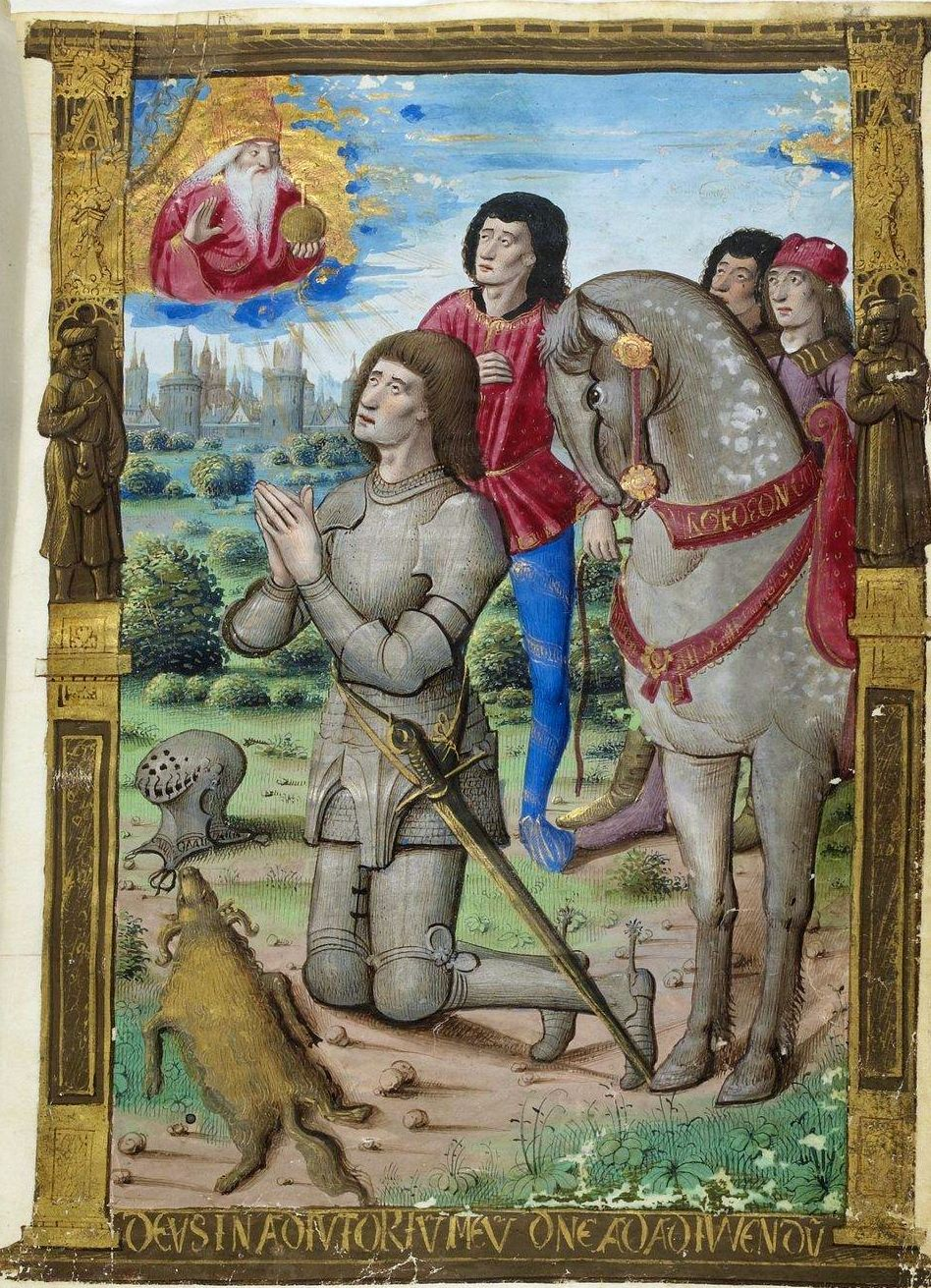
Gédéon dans les Petites Heures dites d'Anne de Bretagne.

- Heures de Claude Molé, 10 grandes miniatures et 14 petites, vers 1500, Morgan Library and Museum, New York, M.356[4]
- Heures à l'usage de Rome, 9 grandes (dont 2 à pleine page) et 18 petites miniatures, en collaboration avec divers artistes dont Maître de Jacques de Besançon, Morgan Library, M.160[5]
- Les Triomphes de Pétrarque, commandé par Georges d'Amboise (?), vers 1503, pour Louis XII, BNF, Fr.594[6]
- Livre d'heures, en collaboration avec Jean Pichore, musée national de la Renaissance, Écouen, MS. E. Cl. 1251[7]
- Petites Heures d'Anne de Bretagne, commandées par Georges d'Amboise pour Anne de Bretagne (?), vers 1503, BNF, NAL. 3027
- Heures dites d'Henri IV, commandé par Georges d'Amboise (?), 60 miniatures en grisaille et des dessins à la plume, BNF, Lat.1171[8]
- Livre d'heures à l'usage de Rome, vers 1505, Palais des beaux-arts de Lille, inv. A 200
- Heures à l'usage de Rome, 8 grandes miniatures, vers 1505-1510, Morgan Library, M.618[9]
- Livre d’heures à l'usage de Paris, en collaboration avec le Maître d'Étienne Poncher, Société archéologique de Montpellier, ms.137
- Livre d'heures à l'usage de Tours, 4 grandes et 38 petites miniatures, ancienne collection Spitz ms.504, passé en vente chez le libraire Dr. Jörn Gunther Rare Books AG en 2016[10],[11]
- Lettrines découpées  dans un ancien manuscrit, représentant sainte Anne et saint Grégoire, attribuées à un suiveur, Free Library of Philadelphia, Lewis E M 43:13-14[12]
- Heures à l'usage de Rome, 16 grandes et 3 petites miniatures attribuées à un suiveur du maître, vers 1520, Morgan Library, M.632[13]